# Колчин, Борис Фёдорович
Борис Фёдорович Ко́лчин (23 января 1922, Свияжск, АТССР, РСФСР ― 25 августа 2013, Йошкар-Ола, Марий Эл, Россия) ― советский хореограф, балетмейстер. Заслуженный артист Марийской АССР (1965). Участник Великой Отечественной войны.

## Биография
Родился 23 января 1922 года в татарском Свияжске. В 1928 году вместе с семьёй приехал в Йошкар-Олу, окончил там среднюю школу и пошёл на курсы радистов, по окончании которых работал радионадсмотрщиком на Йошкар-Олинском радиоузле.
В марте 1942 года призван в Красную Армию Верхнеуслонским райвоенкоматом. Участник Великой Отечественной войны: окончил Арзамасское военное училище, командир стрелкового взвода 647 миномётного полка 476 артиллерийской бригады; командир штабной батареи 1237 стрелкового полка 373 стрелковой дивизии на 1 Украинском фронте, младший лейтенант. Участник Битвы за Москву, Ржевской битвы. Был дважды ранен. В июне 1946 года демобилизовался из армии. Награждён орденом Отечественной войны II степени и медалями, в том числе медалью «За боевые заслуги».
В 1941, 1946―1955 годах ― артист балета ансамбля песни и пляски Марийской АССР, до 1953 года ― преподаватель физического воспитания и военного дела в Музыкальном училище имени И. С. Палантая в Йошкар-Оле. Был чемпионом ФСО «Искра», а затем и Марийской АССР по плаванию, ветеран спорта России и Марийской республики.
В 1953 году по приглашению Черновицкой филармонии уезжает работать в Буковинский ансамбль песни и танца солистом танцевальной группы. Судьба неоднократно связывала его с Украиной: позднее он работал в Каменец-Подольском ансамбле песни и танца, в Хмельницком ансамбле песни и танца «Подолянка».
В 1957―1970 годах ― старший методист-балетмейстер Дома народного творчества Йошкар-Олы, в 1970―1985 годах ― педагог-хореограф Марийского кульпросветучилища. 
В 1959 году стал составителем книги «Марийские народные танцы».
В 1965 году ему было присвоено почётное звание «Заслуженный артист Марийской АССР». Награждён медалями и почётными грамотами. 
Скончался 25 августа 2013 года в Йошкар-Оле. 

## Звания и награды
- Заслуженный артист Марийской АССР (1965)[1][2][3]
- Орден Отечественной войны II степени (06.04.1985)[8]
- Медаль «За боевые заслуги» (30.05.1951)[6]
- Медаль «За победу над Германией в Великой Отечественной войне 1941—1945 гг.»[6]
- Юбилейная медаль «За доблестный труд. В ознаменование 100-летия со дня рождения Владимира Ильича Ленина»[1][2][3]